# Slučaj Holmec
Slučaj Holmec je slučaj neprocesuiranog ratnog zločina tijekom Desetodnevnog rata u Sloveniji.

## Uvod
Nakon što je Slovenija proglasila neovisnost od Jugoslavije 25. lipnja 1991., jedinice JNA su po nalogu saveznog premijera Ante Markovića krenule prema graničnim prijelazima Slovenije uspostaviti carinski nadzor na granici i vratiti granične oznake Jugoslavije, a koje su Slovenci zamijenili slovenskim oznakama. 13. korpus JNA iz Rijeke upućen je prema talijanskoj granici, dok je 1. četa 62. koruškog odreda upućena prema austrijskoj granici. 27. lipnja 1991., oko 17:30 sati, pripadnici JNA iz karaule na Holmcu su stigli na Granični prijelaz Holmec gdje ih je dočekalo 15 pripadnika slovenske Teritorijalne obrane. JNA je izdala ultimatum da imaju 15 minuta za predaju prijelaza. Pomoć jedinicama iz karaule na Holmcu je stigla u vidu 1. čete 62. koruškog odreda JNA koji držao položaje okolo Holmca od 04:00 sati ujutro. Slovenski teritorijalci su prihvatili ultimatum i predali granični prijelaz. Nakon prepuštanja graničnog prijelaza i povlačenja, u pomoć slovenskim teritorijalcima je stiglo 20 policajaca iz Slovenjskog Gradca. U noći s 27. na 28. lipnja 1991. godine slovenski teritorijalci i policajci su opkolili karaulu u blizini graničnog prijelaza. Potpukovnik jedinice, Major Miladinović, naredio je vojnicima da se utvrde položaji, očekujući pomoć ratnog zrakoplovstva JNA. Slovenci su 28. lipnja 1991. u 5:05 sati ujutro napali karaulu. Bitka za Holmec je završila oko 7 sati. Po prestanku pucanja ambulantna vozila pokupila su ranjenike s obje strane. Prva skupina vojnika JNA predala se je oko 10:30 sati, a druga, veća skupina vojnika JNA predala se oko 13:30. U sukobu su poginula dva pripadnika slovenske teritorijalne obrane, a trojica su teško ranjena. Kod JNA ubijena su 3 ročnika, šest je bilo ranjenih i 45 zarobljenih. U sukobu je sudjelovalo 220 pripadnika teritorijalne obrane i 40 policajaca, naspram 62 pripadnika JNA.

## Slučaj
"Slučaj Holmec" ugledao je svjetlo dana 28. prosinca 1998. godine, nakon što je novinar Bojan Budja objavio članak u "Slovenskim novicama". Budja je došao do saznanja o "slučaju Holmec" kada mu je bivši ravnatelj slovenske policije Marko Pogorelec rekao neka istraži slučajeve poput Holmeca, gdje su se dogodile puno ozbiljnije stvari. 1999. godine slovenska televizija POP TV prikazala je snimku austrijske televizije ÖRF-a iz 1991. godine, a na kojoj se vidi kako je 6 vojnika izašlo s bijelom plahtom i podignutim rukama pred slovenske teritorijalce. Nakon toga čula se brzometna paljba koja je oborila dio vojnika, dok su se ostali bacili na pod. Ubijeni su ročnici Goran Maletić (19 g.) iz Novog Sada, Zoran Ješić (18 g.) iz Sakula kod Opova, obojica Srbi, te Hrvat Antonio Šimunović (19 g.) iz Jablanice. Prema nalazima patologa, Šimunović i Ješić odmah su preminuli, a Maletić je iskrvario nakon nekog vremena. Slovenski teritorijalci su isprva tvrdili kako je vojnike JNA ubio s leđa njihov prepostavljeni koji im nije dopustio predaju. Međutim, na snimci se jasno vidi kako su pogođeni sprijeda i s boka, što su potvrdili i nalazi patologa. Autor snimke snimatelj ÖRF-a Ivan Klarić, Hrvat iz Austrije, je izjavio: "U to vrijeme snimali smo granične prijelaze koje je zauzela JNA te smo tako stigli i do Holmeca. Sjećam se skupine vojnika koja je stajala s rukama u zraku i bijelom plahtom, a potom se začula rafalna paljba nakon koje su vojnici popadali po zemlji. Teško mi je bilo prosuditi tko je pucao, a ne znam ni što se dogodilo s vojnicima, je li koji i koliko ih je uistinu pogođeno. Poslije rafala i pada nastala je tišina, a ja više nisam ništa vidio. Spreman sam svjedočiti o cijelome slučaju i na sudu ako to bude potrebno." Obitelji Maletića i Ješića saznale su za cijeli slučaj od srpskih novinara, dok Šimunovićeva obitelj od 1991. do 2006. godine nije znala ništa o okolnostima smrti njihovog sina. Srpski tjednik Vreme objavio je arhivski dokument Ministrstva za notranje zadeve Republike Slovenije (slovenski MUP) iz kojeg je vidljivo priznanje ratnog zločina. U dokumentu piše: "Poseban događaj, u koji su umješani samo organi unutarnjih poslova, predstavlja radnju koja se prema međunarodnom pravu ubraja u ratne zločine. Pripadnici milicije pucali su na nenaoružane pripadnike JNA iz karaule na Holmecu, u trenutku kada su se predavali s bijelom zastavom u rukama. Događaj je dokumentiran video-kamerom i imamo ga u našoj dokumentaciji."

## Reakcije u Sloveniji, Hrvatskoj i Srbiji
Ubrzo nakon izbijanja afere i prikazane snimke, Vlada Republike Slovenije osnovala je komisiju za istragu. Ista komisija je već istraživala zločin na Holmcu 1991. godine. Nakon istrage 2006., komisija je arhivirala cijeli spis uz tvrdnju da nema elemenata kaznenog djela, ni običnog ubojstva ni ratnog zločina. Pritom tužiteljstvo nije saslušalo neutralnog svjedoka snimatelja ÖRF-a Ivana Klarića, iako je cijelo vrijeme imalo kopiju njegova snimka, što ih je obvezivalo na utvrđivanje istinitosti snimka koji je obišao cijeli svijet.
21. svibnja 2003. slovenski predsjednik Milan Kučan u Haagu je pred sudskim vijećem Međunarodnog suda za ratne zločine počinjene na području bivše Jugoslavije u predmetu protiv Slobodana Miloševića, u svojstvu svjedoka optužbe, dao iskaz u kojem je potvrdio da je na vojnike pucano.
Predsjednica Slovenskog helsinškog odbora Neva Miklavčič-Predan je zbog "Slučaja Holmec" bila izložena pritiscima i prijetnjama u Sloveniji. U gotovo svim slovenskim medijima protiv Miklavčič-Predan širio se govor mržnje, huškanje na progon, zahtjevi da ju se strpa u zatvor i ludnicu. Slovensko državno tužiteljstvo podnijelo je tri kaznene prijave protiv Miklavčič-Predan "zbog uvrede države". 2006. godine okružni sud u Ljubljani oslobodio je Miklavčič-Predan optužbi za klevetu u procesu koji je 26 slovenskih ratnih veterana pokrenulo zbog njezinih izjava o tamnoj strani slovenskog rata za neovisnost, odnosno o ratnom zločinu slovenskih teritorijalaca nad ročnim vojnicima tadašnje JNA.
Hrvatska radiotelevizija je 18. travnja 2006. godine raspravljala o slučaju Holmec u svojoj emisiji "Otvoreno".
Tužiteljstvo za ratne zločine Republike Srbije je 2006. godine, nakon prikazivanja snimke na B92, pokrenulo istragu. Tadašnji slovenski premijer Janez Janša prosvjedovao je kod tadašnjeg predsjednika Srbije Vojislava Koštunice zbog izjava pojedinih srpskih službenika o slučaju Holmec. Zoran Stanković, bivši ministar obrane Srbije i Crne Gore, je 2006. godine izjavio da su vojnici na snimci živi. Stanković za te svoje tvrdnje nije ponudio nikakve dokaze. Neva Miklavčič-Predan je u Zagrebu nakon te izjave Stankovića sazvala konferneciju za novinare, na kojoj je izjavila da je Stanković pod pritiscima iz Slovenije.
2006. godine, Međunarodni sud za ratne zločine počinjene na području bivše Jugoslavije u Haagu je objavio priopćenje u kojem ističe da je odustao od procesuiranja zločina u Holmecu, jer im je istekao mandat za pokretanje daljnjih istraga, te zbog toga što je sudu "dat mandat za istraživanje samo ozbiljnih slučajeva kršenja međunarodnog humanitarnog prava u toku produženog oružanog sukoba između dvije ili više sukobljenih strana", a Desetodnevni rat u Sloveniji nije okrakteriziran kao produženi oružani sukob.

### Drugi slučajevi
2006. godine je Slovenski helsinški odbor objavio svjedočenja dvojice Hrvata, Josipa Birkića iz Semeljaca kraj Đakova i Ante Bačka iz Velike Gorice, koji su 1991. kao ročnici JNA sudjelovali u sukobu na Holmcu. I Birkić i Bačak tvrde da su slovenske snage počinile ratni zločin i prekršili međunarodno humanitarno pravo tijekom borbe za Holmec. Slovenski teritorijalci pucali su na Bačka dok se nenaoružan i ranjen skrivao iza stabla, dok su na Birkića pucali kada je nenaoružan i ranjen pokušao pobjeći iz gorućeg tenka M-84. Obojica su zbog tih ranjavanja ostali doživotni invalidi. Birkić je kasnije bio branitelj sudionik Domovinskog rata. Slovenski helsinški odbor je 2006. u Zagrebu najavio da će preko hrvatskog državnog odvjetništva tužiti Republiku Sloveniju zbog ratnog zločina nad Birkićem.
Slovenski helsinški odbor isto je tako objavio svjedočenja Marka Martinkovića iz Domaljevaca kod Orašja i Tomislava Šute iz Bugojna, obojica Hrvati. Martinković i Šuta su bili najteže ranjeni u sukobu za vrijeme Desetodnevnog rata u Sloveniji. Neva Miklavčič-Predan, predsjednica Slovenskog helsinškog odbora, tvrdi da su: "To bili mladići kojima je bilo naređeno da transporterima iz kasarne Vrhnika kraj Ljubljane krenu ka Brniku. Tada su odjednom bili zapaljeni. Nisu bojno djelovali. Ostali su doživotno osakaćeni."

## Poveznice
- Rat u Sloveniji
- Granični prijelaz Holmec